# مطار عطبرة
مطار عطبرة مطار سوداني يخدم الرحلات بين الخرطوم وعطبرة ورموزه إياتا : ِATB وايكاو : HSAT. وتقع مدينة عطبرة في ولاية نهر النيل في شمال شرق السودان
.

## الوسائل المتوفرة
يقع المطار عل ارتفاع 360 مترا عن سطح البحر. فيه مدرج واحد بطول 1800 متراً.

## خطوط جوية واتجاهات
- عبر أفريقيا (الخرطوم)

1. 1 2 3  خارطة الدائرة الكبرى تاريخ الدخول 17 /7 /2010 نسخة محفوظة 23 مارس 2020 على موقع واي باك مشين.